# Saint-Oyens
Saint-Oyens est une commune suisse du canton de Vaud, située dans le district de Morges. Elle est située entre les agglomérations de Lausanne et Genève.  

## Population

### Surnom
Les habitants de la commune sont surnommés les Covas ou les Covaillons, (le cova désignant l'étui de la pierre à aiguiser les faux en patois vaudois).

### Démographie
Le village compte 459 habitants au 31 décembre 2018[réf. nécessaire]. 

## Économie
Les principaux revenus des habitants sont issus de l'agriculture, de l'artisanat, de la menuiserie, d'un garage, d'une entreprise paysagiste, de la construction de volets en alu, de la pose de moustiquaires et d'emplois externes[réf. nécessaire]. 

## Manifestations
L'animation locale est très variée, passant du giron des jeunesses de l'Aubonne tous les dix ans, le dernier datant de 2017, la fête des moissons une année sur deux, la dernière ayant eu lieu en 2018[réf. nécessaire].

## Associations
Différentes sociétés animent le village : le chœur mixte, la jeunesse et la société de tir[réf. nécessaire].

## Jumelages
- Saint-Oyen (Italie), depuis 1968[6] ;
- Saint-Oyen (France), depuis 1986[6] ;
- Montbellet (France), pour son hameau Saint-Oyen, depuis 2002[6].